# Quartéis da Corujeira
Os Quartéis da Corujeira localizam-se no Alentejo, na cidade e sede de concelho de Elvas, distrito de Portalegre, em Portugal.
Foram construídos durante o período da Guerra da Restauração, devido a várias queixas feitas pela população elvense, devido à obrigatoriedade de alojamento aos militares estacionados na Praça de Elvas. Os Quartéis da Corujeira foram os primeiros quarteis a serem construídos depois das queixas da população e aos quais se seguiram os Quartéis da Rua dos Quartéis.
Em 2014, os Quartéis da Corujeira foram integrados num novo projeto do Ministério da Defesa Nacional, criado com o apoio do Turismo de Portugal, chamado Turismo Militar, que apresenta roteiros históricos baseados em heróis portugueses.